# کوین برکو
کوین برکو (انگلیسی: Kevin Berkoe؛ زادهٔ ۵ ژوئیهٔ ۲۰۰۱) بازیکن فوتبال اهل بریتانیا است.
از باشگاه‌هایی که در آن بازی کرده‌است می‌توان به باشگاه فوتبال ولورهمپتون واندررز اشاره کرد.